# Edward W. Greenman

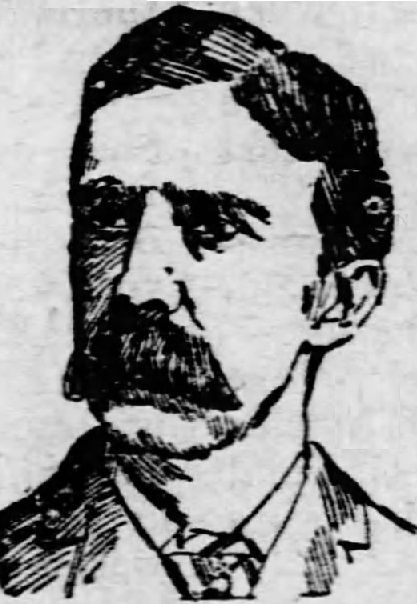
Edward Whitford Greenman

Edward Whitford Greenman (* 26. Januar 1840 in Berlin, New York; † 3. August 1908 in Troy, New York) war ein US-amerikanischer Politiker. Zwischen 1887 und 1889 vertrat er den Bundesstaat New York im US-Repräsentantenhaus.

## Werdegang
Edward Whitford Greenman wurde ungefähr sechs Jahre vor dem Ausbruch des Mexikanisch-Amerikanischen Krieges in Berlin im Rensselaer County geboren und wuchs dort auf. Er besuchte Gemeinschaftsschulen und die De Ruyter Academy in Alfred. Danach ging er kaufmännischen Geschäften nach, war aber auch als Hersteller in Berlin tätig. 1866 wurde er Supervisor in Berlin – eine Stellung, die er bis 1868 innehatte. Er arbeitete zwischen 1868 und 1871 als Clerk im Rensselaer County. Dann war er zehn Jahre lang Deputy County Clerk. 1874 zog er nach Troy. Politisch gehörte er der Demokratischen Partei an.
Bei den Kongresswahlen des Jahres 1886 für den 50. Kongress wurde Greenman im 18. Wahlbezirk von New York in das US-Repräsentantenhaus in Washington, D.C. gewählt, wo er am 4. März 1887 die Nachfolge von Henry G. Burleigh antrat. Da er auf eine erneute Kandidatur im Jahr 1888 verzichtete, schied er nach dem 3. März 1889 aus dem Kongress aus.
Er war zwischen 1888 und 1905 Kassierer in der Central National Bank von Troy und zwischen 1906 und 1908 in der National City Bank von Troy. Am 3. August 1908 verstarb er dort und wurde dann auf dem Oakwood Cemetery beigesetzt.